# Les Chemins du Dalaï-Lama
Les Chemins du Dalaï-Lama est un ouvrage de Pico Iyer qui résulte de trente ans d'observation et de reportages sur le dalaï-lama,.